# Cornifrons phasma
Cornifrons phasma là một loài bướm đêm trong họ Crambidae.